# Scott (Arkansas)
Scott és una concentració de població designada pel cens dels Estats Units a l'estat d'Arkansas. Segons el cens del 2000 tenia 94 habitants.

## Demografia
Segons el cens del 2000, Scott tenia 94 habitants, 40 habitatges, i 29 famílies. La densitat de població era de 6,1 habitants/km².
Dels 40 habitatges en un 30% hi vivien nens de menys de 18 anys, en un 50% hi vivien parelles casades, en un 20% dones solteres, i en un 27,5% no eren unitats familiars. En el 20% dels habitatges hi vivien persones soles el 20% de les quals corresponia a persones de 65 anys o més que vivien soles. El nombre mitjà de persones vivint en cada habitatge era de 2,35 i el nombre mitjà de persones que vivien en cada família era de 2,76.
Per edats la població es repartia de la següent manera: un 25,5% tenia menys de 18 anys, un 6,4% entre 18 i 24, un 26,6% entre 25 i 44, un 37,2% de 45 a 60 i un 4,3% 65 anys o més.
L'edat mediana era de 43 anys. Per cada 100 dones de 18 o més anys hi havia 89,2 homes.
La renda mediana per habitatge era de 24.821 $ i la renda mediana per família de 32.321 $. Els homes tenien una renda mediana de 16.786 $ mentre que les dones 19.464 $. La renda per capita de la població era de 10.912 $. Cap de les famílies estaven per davall del llindar de pobresa.

## Poblacions més properes
El següent diagrama mostra les poblacions més properes.